# Saint-Louet-sur-Vire
Saint-Louet-sur-Vire is een gemeente in het Franse departement Manche (regio Normandië) en telt 172 inwoners (1999). De plaats maakt deel uit van het arrondissement Saint-Lô.

## Geografie
De oppervlakte van Saint-Louet-sur-Vire bedraagt 7,3 km², de bevolkingsdichtheid is 23,6 inwoners per km².
De onderstaande kaart toont de ligging van Saint-Louet-sur-Vire met de belangrijkste infrastructuur en aangrenzende gemeenten.

## Demografie
Onderstaande figuur toont het verloop van het inwonertal (bron: INSEE-tellingen).

1. ↑  Populations de référence 2022.